# Mas Reixach (Maçanet de la Selva)
Mas Reixach és una masia de Maçanet de la Selva (Selva) inclosa a l'Inventari del Patrimoni Arquitectònic de Catalunya.

## Descripció
Masia que consta de dues plantes. En la planta baixa, trobem tres obertures, d'entre les quals destaca sobretot el gran portal central de mig punt, amb dovel·les de grans dimensions i un escut en la clau central, en forma de baix relleu, amb la data de 1569. En el primer pis o planta noble, trobem tres obertures de similar tipologia o esquema compositiu de: llinda monolítica, conformant un arc pla, muntants de pedra. Destaca sobretot la central, tant per la seva mida –sensiblement més gran i més majestuosa en comparació amb les dues que la flanquejen- i amb l'ampit treballat. Coberta amb una teulada de vessants a laterals. Cal esmentar, que en el sector esquerre, trobem immediatament adossada a la masia, una petita construcció projectada com a cobert, amb un portal rectangular constituït de llinda monolítica de grans dimensions – la més gran que hem pogut comprovar fins al moment a través d'un gran bloc paral·lepípet de pedre- com també uns grans muntants laterals de pedra de dimensions també mastodòntiques. A mode d'apunt, ressenyar la presència de contraforts, dos en la façana principal, com també tres en la part longitudinal, els quals actuen com a reforç immediat de l'estructura. En el sector longitudinal, entre el primer i segon contrafort, destaca la presència d'una minúscula obertura amb una sèrie de gravats al dintell.

## Història
Al principi aquesta casa es deia Mas Nualart, però el 18 d'abril de 1402, fra Guillem, Abat del Monestir de Breda i altres monjos, establiren a Martí Reixach, tot el mas i terres contigües; afrontava amb terres de la Júria, del Noble Sr. De Cabrera (la Júria), i amb el Mas Abat. Martí Reixach es confessà home propi, i prestà censos per la festa de Sant Pere i Sant Feliu, de dues quarteres i mitja de forment, i per Nadal, un parell de gallines al Monestir de Breda. El 27 de març del 1438, s'establí de nou tot el Mas Reixach a favor de Martí Reixach i es feu absolució i remissió de la prestació d'homes i dones propis i de les servituds que tenien els senyors sobre els homes propis. El 18 d'abril de 1611, Joan Martí Soliva, batlle de Maçanet, feu venda per execució de cort de la Cúria de l'esmentada vila, a Marc Ferrer, de Vidreres, del Mas Reixach per 416 lliures. Marc Ferrer feu agnició de bona fe a favor del reverend Joan Reixach, prevere i claver i obtení el benefici diaconal de l'Església de Sils. El 10 d'octubre del 1623, el reverend Joan Reixach, vengué a Joan Maig, mercader de la vila de Lloret de Mar, el Mas Reixach per 430 lliures. A partir d'aquesta data, la finca sempre més va ser una masoveria, i de le sfamíes que s'estigueren més generacions com a masovers al Mas Reixach, destaca la família Serra, la qual habità la casa prop de 80 anys, i l'últim estandant d'aquesta família va ser en Josep Serra i Burjach, que marxà per establir-se de pagès a la vila de Maçanet. A finals dels anys vuitanta del segle passat, la casa era utilitzada com a segona residència i les terres les treballava el propietari del Mas Júria. A la dovella central de la porta d'entrada, hi ha un escut amb la inscripció “JHS” i la data de 1569. A finals del segle xvi, després del Concili de Trento, es difongueren especialment les devocions marianes de caràcter general i l'eucarística i amb elles, els símbols que les representaven. Aquesta casa forma part de la propietat dels hereters de la família Sala de Lloret de Mar.